# سفیدماهی
سفیدماهی (نام علمی: Coregonus) نام یک سرده از فراراستهُ آزادماهی‌واران است.